# Psalidoma
Psalidoma is een geslacht van kevers uit de familie bladkevers (Chrysomelidae).
De wetenschappelijke naam van het geslacht werd in 1899 gepubliceerd door Spaeth.

## Soorten
- Psalidoma holubi Spaeth, 1899